# Innico Maria Guevara-Suardo
Innico Maria Guevara-Sardo (Napels), 4 juni 1744 - Catania), 25 april 1815) was luitenant-grootmeester van de Orde van Malta na de dood van grootmeester Giovanni Battista Tommasi in 1805. Guevara-Suardo behield die positie tot aan zijn dood in 1814.

## Luitenant-Grootmeester
Guevara-Sardo nam de positie over toen de Orde verbannen was van Malta. Het hoofdkwartier van de Orde lag daarna tijdelijk in Catania. Guevara-Sardo liet nog herhaaldelijk de vloot van de Orde actie ondernomen, tijdens zijn regering over de orde, werd hij gesteund door de nieuwe koning van Sicilië: Joachim Murat.
Guevara-Suardo was vaak in onderhandeling met Engeland over de teruggave van Malta aan de orde. Helaas werd de teruggave niet bereikt. Gustaaf IV Adolf van Zweden bood zelfs het eiland Gotland aan. Na zijn dood werd zijn positie overgenomen door Andrea di Giovanni.